# Folly Beach
Folly Beach est une ville américaine située dans le comté de Comté de Charleston dans l’État de Caroline du Sud.

## Démographie
| 1960  | 1970  | 1980  | 1990  | 2000  | 2010  |
| ----- | ----- | ----- | ----- | ----- | ----- |
| 1 137 | 1 157 | 1 478 | 1 398 | 2 116 | 2 617 |

## Traduction
- (en) Cet article est partiellement ou en totalité issu de l’article de Wikipédia en anglais intitulé « Folly Beach, South Carolina » (voir la liste des auteurs).